# فاموركا
بلدية فاموركا (بالإسبانية: Famorca)‏, هي بلدية تقع في مقاطعة اليكانتي. جنوب شرق إسبانيا. يبلغ عدد سكانها 54 نسمة.